# Pavandenė
Pavandenė är en ort i Litauen. Den ligger i den nordvästra delen av landet, 210 km nordväst om huvudstaden Vilnius. Pavandenė ligger 174 meter över havet och antalet invånare är 323.
Terrängen runt Pavandenė är platt. Runt Pavandenė är det ganska glesbefolkat, med 24 invånare per kvadratkilometer. Närmaste större samhälle är Varniai, 8,0 km väster om Pavandenė. Omgivningarna runt Pavandenė är en mosaik av jordbruksmark och naturlig växtlighet.